# Рубини, Джамбаттиста
Джамбаттиста Рубини (итал. Giambattista Rubini; 5 июня 1642, Венеция, Венецианская республика — 17 февраля 1707, Рим, Папская область) — итальянский куриальный кардинал. Епископ Виченцы с 15 мая 1684 по 25 марта 1702. Государственный секретарь Святого Престола с октября 1689 по 1 февраля 1691. Папский легат в Урбино с 27 сентября 1690 по 1 февраля 1691. Камерленго Священной Коллегии кардиналов с 15 января 1703 по 14 января 1704. Кардинал-священник с 13 февраля 1690, с титулом церкви Сан-Лоренцо-ин-Панисперна с 10 апреля 1690 по 25 марта 1706. Кардинал-священник с титулом церкви Сан-Марко с 25 марта 1706 по 17 февраля 1707.

## Биография
Племянник кардинала Пьетро Вито Оттобони (позже папы Александра VIII) по материнской линии. Окончил юридический факультет университета в Падуе, служил в качестве губернатора в городах Фабриано, Сполето, Фрозиноне, Витербо и Мачерата, и в провинциях Умбрия и Марке.
Его дядя Пьетро Оттобони, став папой, назначил его кардиналом-государственным секретарем в октябре 1689 года. Джамбаттиста занимал эту должность до 1691 года.
Умер 17 февраля 1707 года и похоронен в базилике Сан-Марко в Риме.